# Andreu Domingo i Valls
Andreu Domingo i Valls (Saus, 1958) és un demògraf català. És sotsdirector del Centre d'Estudis Demogràfics,on treballa com a investigador i docent des de 1985, i professor associat del Departament de Geografia de la Universitat Autònoma de Barcelona. Llicenciat en història i doctor en sociologia, s'ha especialitzat en l'estudi de la població. Ha investigat en els àmbits de la família i l'índex de matrimonis, i la seva recerca s'ha centrat en les migracions internacionals. Ha escrit nombrosos articles en revistes especialitzades i és autor de Descenso literario a los infiernos demográficos: distopía y población (Anagrama, 2008) i Catalunya al mirall de la immigració. Demografia i identitat nacional (L'Avenç, 2014). En el camp de la creació literària, va guanyar el premi Marian Vayreda amb El llegat del doctor Deulofeu (Empúries, 2004). El 2015 va rebre el Premi Ciutat de Barcelona d'assaig, ciències socials i humanitats per Catalunya al mirall de la immigració.